# عمارة بن مخشي

## نسبه
‌عمارة ‌بن ‌مخشى بن خويلد بن عبد نهم بن يعمر بن عوف بن جدى بن ضمرة الكناني صحابي جليل من قبيلة كنانة وكان سيد قومه بني ضمرة بن بكر بن عبد مناة بن كنانة بن خزيمة.

## حياته
أدرك النبي صلى الله عليه وسلم وشهد اليرموك وأمر على بعض الكراديس، وعقد موادعة من رسول الله عن قومه بني ضمرة في غزوة الأبواء في السنة الثانية من الهجرة و قد ولاه أبو عبيدة على جيش المسلمين في وقعة كفل ففتحوها قبل دمشق وشهد اليرموك. وقال الرعيني: أمَّره خالد بن الوليد على كردوس من الكراديس يوم اليرموك. قاله الطبري وسيف، وزاد أن أبا عبيدة بن الجراح رضي الله عنه أمَّره على عشرة قواد نفذهم بين يديه إلى فحل صدر خلافة عمر رضي الله عنه قالا: وكانت الرؤساء لا يكون إلا من الصحابة رضي الله عن جميعهم.